# Entusiasme
L'entusiasme és una emoció caracteritzada per una alegria intensa, propera a l'eufòria. És un gaudi, interès, o aprovació intensos. Originàriament la paraula es va usar per referir-se a una persona poseïda per la divinitat, però en el seu ús modern s'assimila a una passió lligada a la voluntat d'actuar o bé a una recepció exaltada d'una experiència. L'entusiasme pot ser endogen o exogen, segons el factor que el desencadena sigui intern o aliè al subjecte.
Seria així un component essencial de la felicitat, en tant que porta a viure amb optimisme i una actitud vital. Ajuda a tenir una alta motivació.

## Ús històric
La paraula s'origina del grec  ἐνθουσιασμός de  ἐν i  θεός i  οὐσία, que significa "posseït per l'essència de Déu". Era aplicada pels grecs a manifestacions de la possessió divina, per Apol·lo (com en el cas de la Pythia), o per Dionís (com en el cas dels bacants i mènades). El terme entusiasme també es va utilitzar en un sentit transferit o figuratiu. Sòcrates va ensenyar que la inspiració de poeta és una forma d'entusiasme. El terme es va limitar a una creença en la inspiració religiosa, o amb un intens fervor religiós o emoció.
Per això, una secta sirià del segle IV es coneixia com els entusiastes. Van creure que per la pregària perpètua, les pràctiques ascètiques i la contemplació, l'home podia convertir-se en inspirat per l'Esperit Sant, malgrat l'esperit malvat governant. Per la seva creença en l'eficàcia de l'oració, també es van conèixer com Euquites.
També se'n diu entusiastes de diverses denominacions protestants que van sorgir als segles xvi i xvii, especialment aquelles que practiquen les Reunions de Reavivament. Durant els anys immediatament després de la Revolució Gloriosa, entusiasme era a Gran Bretanya un terme pejoratiu referit a la promoció de qualsevol causa política o religiosa en públic, és a dir, el fanatisme. S'entenia que aquest "entusiasme" era la causa de la guerra civil del segle anterior i les seves atrocitats subsegüents i, per tant, era un pecat social el recordar als altres la guerra. Els estatuts de la Royal Society establien que qualsevol que duscutís de religió o de política en una reunió de la Societat havia de ser expulsat per ser un entusiasta".